# Aud Egede-Nissen

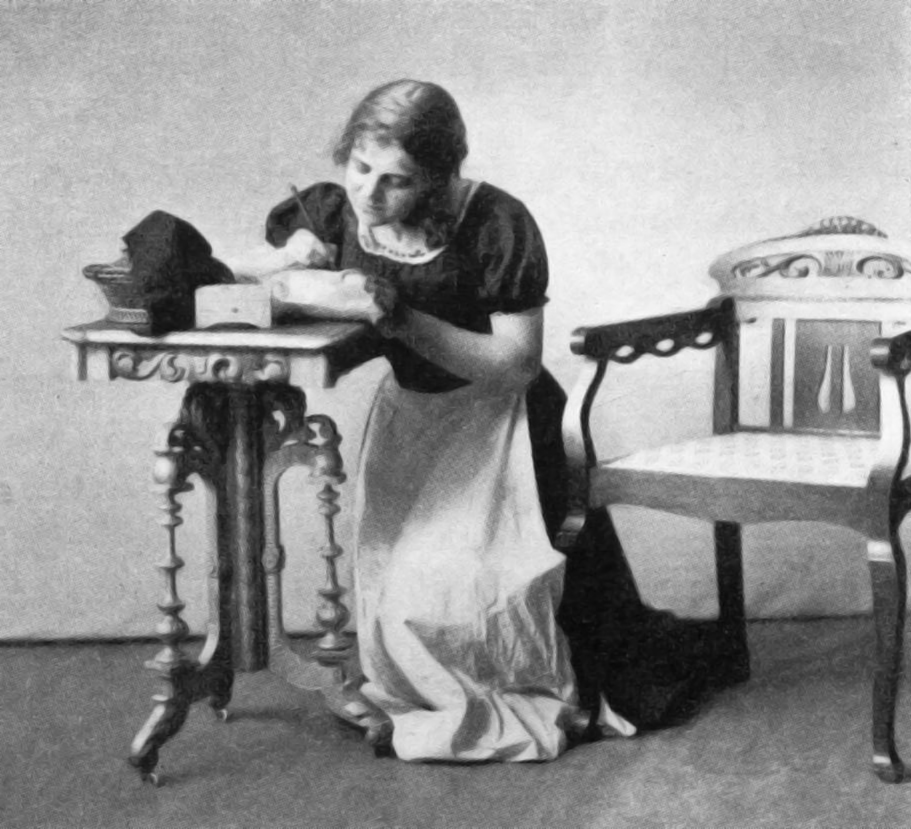
Aud Egede-Nissen en 1911

Aud Egede-Nissen (30 de mayo de 1893-15 de noviembre de 1974) fue una actriz teatral y cinematográfica noruega, a lo largo de cuya trayectoria participó en numerosas producciones de la industria del cine alemán.

## Biografía
Nacida en Bergen, Noruega, era la mayor de los siete hijos del político noruego Adam Egede-Nissen (1868–1953) y de su esposa, Georga («Goggi») Wilhelma Ellertsen (1871–1959).

### Carrera artística
Debutó como actriz teatral en Noruega en 1911, actuando después en el filme dirigido por el noruego Bjørn Bjørnson en 1913 Scenens børn. Ese año se mudó a Dinamarca y empezó a trabajar para los estudios Dania Biofilm Kompagni, en Copenhague. En 1914, Bjørn Bjørnson la invitó a Berlín, donde había nuevas oportunidades en la industria cinematográfica en rápida expansión. Fue el inicio de una destacada carrera en el cine alemán. En 1916 actuó en el serial en seis partes de Otto Rippert Homunculus. También ese año, fue Christine Daaé en la adaptación dirigida por Ernst Matray de la novela de Gaston Leroux El fantasma de la ópera, actuando junto al actor sueco Nils Olaf Chrisander. Este filme se considera perdido.
A partir de 1917 Aud Egede-Nissen no se limitó a actuar en filmes producidos por otras compañías en Berlín. En colaboración con su marido, Georg Alexander, ella fundó los estudios Egede-Nissen Film Co., donde ella era directora artística y financiera (la compañía también era conocida como Egede-Nissen Filmbyrå). Alexander dirigió la mayor parte de las cintas de la actriz, mientras que Aud Egede-Nissen y sus hermanas, las actrices Ada Kramm y Gerd Grieg, usualmente encarnaban los primeros personajes femeninos. La gran mayoría de las películas de la compañía se consideran perdidas, pero las notas de producción sugieren que casi todas eran melodramas en forma de serial, o cintas detectivescas. En los dos años entre 1917 y 1919, su productora rodó al menos 29 filmes. Tiempos más duros, así como la centralización del cine alemán tras la Primera Guerra Mundial oblñigaron a cerrar la productora de Egede-Nissen a comienzos de los años 1920. A partir de entonces se centró en su carrera interpretativa, trabajando en 1920 en dos películas de Ernst Lubitsch.
Antes de 1931 actuó en más de 80 filmes y dirigió 18 más, trabajando con destacados directores como Ernst Lubitsch, Fritz Lang, Friedrich Wilhelm Murnau, Karl Grune, y Gerhard Lamprecht. De entre esas colaboraciones, destacan sus actuaciones en 1922 en Dr. Mabuse, der Spieler-Ein Bild der Zeit, de Fritz Lang, y El nuevo fantomas, de F. W. Murnau. Paul Richter, que se había convertido en su segundo marido, también tenía un papel en Dr. Mabuse. En 1924, el año en que ambos se casaron, Richter alcanzó el estrellato gracias a su papel de Sigurd en la cinta de Lang Los nibelungos. También junto a Paul Richter, Egede-Nissen actuó en la comedia criminal Bergenstoget plyndret i natt, una coproducción noruego alemana rodada en 1928 basada en una novela de Nils Lie y Nordahl Grieg. La carrera cinematográfica alemana de Egede-Nissen, sin embargo, llegó pronto a su fin con el advenimiento del cine sonoro, aunque ella volvió a Noruega, donde rodó dos filmes en los años 1940.
Ya en su país, y con el nombre de Aud Richter, debutó en el teatro actuando en 1939 con el director, periodista, guionista y escritor Arne Skouen en la pieza Ansikt mot ansikt, representada en el Søilen Teater de Oslo. En el inicio de la Segunda Guerra Mundial ella fue directora en el Teatro Den Nationale Scene de Bergen, y luego en el Oslo Nye Teater, en el Teatro nacional de Oslo, y en el Rogaland Teater de Stavanger. Entre 1955 y 1962 estuvo activa principalmente en el Teatro Nacional, donde dirigió nueve producciones diferentes, siendo la de mayor éxito la obra Det lykkelige valg, de Nils Kjær, llevada a escena en 1959.

### Vida personal
Egede-Nissen se casó en dos ocasiones, con dos actores. En 1915 se casó con el actor alemán Georg Alexander (1888–1945), con el cual tuvo un hijo, Georg (1915–1972). En 1924 ellos se divorciaron, y entre 1924 y 1931 estuvo casada con el actor austriaco Paul Richter (1895–1961). Tras su nuevo matrimonio, Richter adoptó el hijo de la actriz, de nueve años de edad, el cual más adelante, con el nombre de Georg Richter, llegó a ser un conocido actor y productor cinematográfico. En 1940 ella se casó con Dag Havrevold, un juez municipal. Juntos tuvieron un hijo, también llamado Dag Havrevold, que nació en 1938. 
La actriz tuvo cuatro hermanas y dos hermanos, todos menores que ella, y que también fueron intérpretes: Gerd Grieg (1895–1988), Ada Kramm (1899–1981), Oscar Egede-Nissen (1903–1976), Stig Egede-Nissen (1907–1988), Lill Egede-Nissen (1909–1962) y Gøril Havrevold (1914–1992).
Aud Egede-Nissen falleció en Oslo, Noruega, en 1974, a los 81 años de edad.

## Filmografía (selección)
- 1914 : Die Filmprinzessin
- 1914 : Teddy ist herzkrank
- 1914 : Mobilmachung in der Küche
- 1915 : Amor im Quartier
- 1915 : Kaliber fünf Komma zwei
- 1915 : Das Geheimnis der Mumie
- 1916 : Das Phantom der Oper
- 1916 : Amarant
- 1916 : Homunculus
- 1916 : Teddy im Schlafsofa
- 1917 : Das Verhängnis der schönen Susi
- 1920 : Sumurun
- 1920 : Das Geheimnis der Chrysanthemen
- 1920 : Anna Boleyn
- 1920 : Die geschlossene Kette
- 1920 : Künstlerlaunen
- 1920 : Die Lieblingsfrau des Maharadscha, 3. Teil
- 1922 : Dr. Mabuse, der Spieler-Ein Bild der Zeit
- 1922 : El nuevo fantomas
- 1923 : Die Austreibung
- 1923 : Die Straße
- 1924 : Carlos und Elisabeth
- 1925 : Die Verrufenen
- 1925 : Pietro, der Korsar
- 1926 : Menschen untereinander
- 1926 : Das Panzergewölbe
- 1927 : Der König der Mittelstürmer
- 1928 : Bergenstoget plyndret inatt
- 1929 : Die Frau im Talar
- 1930 : Eskimo
- 1931 : Zwischen Nacht und Morgen
- 1941 : Hansen og Hansen
- 1942 : Trysil-Knut